# Taglio di Calcinaia
Con l'espressione taglio di Calcinaia si identificano i lavori di rettifica del fiume Arno nel suo tratto tra Calcinaia e la località di Riparotti, nel comune di Vicopisano, avvenuti tra il 1560 ed il 1568 per volontà di Cosimo I de Medici. Con tali operazioni, effettuate con l'intento di migliorare lo scorrimento del fiume ed abbreviarne il percorso, si ridusse la lunghezza dell'Arno in questo tratto dai 10 originari sino a 3,5 Km.

## La situazione prima della bonifica
La zona oggetto della bonifica si trovava alla confluenza tra l'Arno e la Serezza ed era quindi il punto di contatto tra questi due corsi d'acqua importanti, con la Serezza che era l'emissario del Lago di Bientina. Tale confluenza era complicata dalle portate idrauliche proprie dei due fiumi e dalla loro appartenenza a due vasti bacini idrografici differenti, motivo per cui spesso avvenivano esondazioni o vere e proprie alluvioni che andavano a funestare l'intera pianura ai piedi del Monte Pisano ed i rispettivi centri abitati, con perdita di raccolti e difficoltà di ripristino della situazione viaria e delle coltivazioni. L'Arno poi, in questo tratto di pianura aveva un andamento meandrizzato, con due ampie anse che interessavano i castelli di Bientina e Vicopisano, fatto questo che facilitava ed amplificava gli esiti alluvionali del fiume nei periodi di piena.

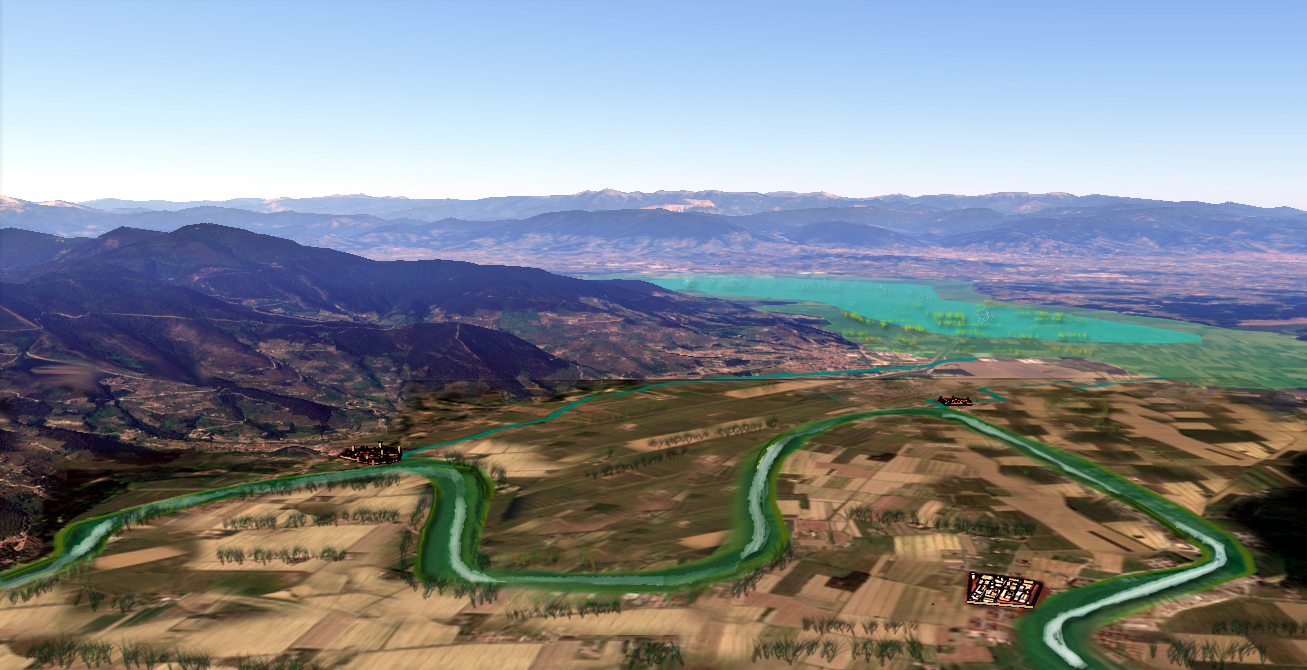
La pianura dell'Arno fra Calcinaia, Bientina e Vicopisano alla vigilia della bonifica del 1560-1568. Sullo sfondo il Lago di Bientina [tratto da F. Mori, Infino che Arno si levò

Per tale motivo Cosimo de Medici, nel 1560 decise che era giunto il momento di porre mano alla situazione, mediante una rettifica che andasse a tagliare le due anse, per ottenere un corso più breve e rettilineo, più semplice da governare e da regimentare.

## Il primo lotto di lavori (1560-1561)
Le operazioni di taglio partirono tra la fine di agosto ed i primi di settembre del 1560, e furono effettuate con manodopera proveniente dalle province circostanti (non furono impiegati lavoratori locali). Si trattò di scavare a forza di braccia un canale rettilineo, lungo all'incirca 2 chilometri, che andava a collegare la prima ansa del fiume nei suoi punti di flesso e che fu poi connesso col tratto esistente, venendo a costituire un bypass al corso stesso. Il vecchio percorso fu poi ostacolato con argini e ostacoli di modo che le acque prendessero la via del tratto appena scavato.
I lavori furono abbastanza rapidi tant'è che le acque furono immesse nel nuovo canale l'8 settembre 1561. Nel frattempo erano state approntate le nuove arginature, aperte le strade lungo il nuovo corso ed impediti lavori di tagli arborei e di calpestio da parte delle bestie delle superfici degli argini con appositi bandi che imponevano divieti e multe ai trasgressori.

## Il secondo lotto di lavori (1562-1568)
La seconda fase dei lavori di rettifica necessitò di molto più tempo rispetto alla precedente. Questo perché in questo tratto del fiume fu necessario raccordare il nuovo corso che si stava creando con la Serezza Nuova, ovvero il canale artificiale che collegava l'Arno con il Lago di Bientina e che ne faceva da emissario. A questo proposito bisogna infatti dire che nel 1560, contestualmente con l'inizio dei lavori del Taglio di Calcinaia, si stava portando a compimento l'altra importante operazione idraulica di questo periodo, ovverosia la creazione del nuovo collegamento tra il fiume ed il lago, la Serezza Nuova appunto. Questi lavori avvennero di concerto tra la Repubblica di Lucca e lo Stato Toscano, poiché entrambi avevano interessi a migliorare il deflusso delle acque.
In questo secondo lotto di lavori fu quindi necessario, oltre all'escavazione del nuovo percorso del fiume, collegare quest'ultimo con le acque che provenivano dal lago, fatto questo che comportò un notevole aumento nei tempi e nella complessità della lavorazione. La confluenza dei due corsi d'acqua, che sino ad allora era avvenuta all'altezza di Vicopisano, fu adesso spostata verso sud di oltre un chilometro, nella zona di Riparotti. La confluenza dei fiumi venne regolata, a partire dal 1583, da cateratte idrauliche di gestione lucchese.
Da un punto di vista cronologico questi lavori non hanno la stessa precisione documentaria dei precedenti, ma si possono collocare tra il 1562 ed il primo trimestre del 1568, quando la Serezza Nuova già sfociava in Arno lontano da Vicopisano.

## Gli esiti finali
Una volta terminati i lavori si pose mano alla sistemazione della pianura un tempo interessata dal vecchio percorso dell'Arno. Ciò avvenne con la bonifica, mediante riempimento per colmata, del vecchio alveo del fiume che fu livellato col territorio circostante. La sua superficie ospitò 12 poderi condotti a mezzadria, che componevano la cosiddetta Fattoria di Vicopisano, di diretta proprietà Medicea.
Purtroppo ci furono anche conseguenze negative, poiché questi lavori andarono a turbare l'equilibrio idraulico di una ampia zona, tant'è che misero in moto una lunghissima bonifica che terminò solamente ai primi del XX secolo. Inoltre il nuovo corso del fiume causò danni ingenti agli insediamenti di Calcinaia e San Giovanni alla Vena, che videro parte del loro abitato portato via dalle acque.

## Sviluppi successivi
Il nuovo percorso del fiume rimase pressoché immutato per secoli, perlomeno sino alla metà del XIX secolo, quando fu interessato dalle modifiche necessarie per la creazione della "Botte" di Alessandro Manetti, con cui fu definitivamente prosciugato il Lago di Bientina.